# Aeroportul Maquehue
Aeroportul Maquehue (IATA: PZS, ICAO: SCTC) este un aeroport din Provincia Cautín, Regiunea La Araucanía, Chile ce deservește zona Temuco. Aeroportul a fost tranzitat în decembrie 2020 de 31.475 de pasageri.
Situat la o altitudine de 92 m, aeroportul dispune de o singură pistă.